# Siparuna micrantha
Siparuna micrantha là một loài thực vật có hoa trong họ Siparunaceae. Loài này được A.DC. miêu tả khoa học đầu tiên năm 1865.